# Bambi (üdítőital)
A Bambi egy két és féldecis narancsízű üdítőital volt, az első ilyen, ami megjelent a szocializmus korszakában. Ez volt az egyetlen szénsavas üdítőital a magyar piacon eleinte, import alapanyagból készült, narancs ízesítéssel és színnel. A Bambi cukortartalma 12–14% volt, ami jócskán túltesz a mai gyümölcsízű üdítőkén.
Jaj, úgy élvezem én a strandot,

Ottan annyira szép és jó,

Oly sok vicceset látok, hallok,

És még Bambi is kapható!

## Története
1947-ben a Hazai Szikvíz és Üdítőitalok üzeme kezdte palackozni Mária Terézia téri (ma:Horváth Mihály tér) üzemében, majd gyártása átkerült a Halom utcai üzembe. A céget államosították, és a Bambit 1949 végétől már a Fővárosi Ásvány- és Szikvízüzem (FÁÜV) gyártotta először a Döbrentei téri palackozójában, majd a margitszigeti üzemében. Az eleinte fémkupakkal lezárt (koronazárt) üvegeket takarékossági okokból 1955-ben csatosra cserélték, ezzel megspórolva a fémet és 30 fillért (az ára ekkor 1,30 és 2,40 forint között volt).
1961-ben a FÁÜV piacra dobta a citromaromával kevert Utasüdítőt, valamint a málna- és szederízű Erdei Bambit. A növekvő kereslet miatt NDK gyártású gépsorokat állított be a vállalat.
1968-ban a Pepsi Cola Magyarországra érkezése csökkentette népszerűségét. A Bambi 1970-ben szűnt meg, a FÁÜV (akkor már mint Fővárosi Ásványvíz és Jégipari Vállalat, FÁJIV) a Pepsit is palackozta és erre állította át a Bambihoz használt gépsorokat is.

## Újraindulás
Számtalan vállalkozás igyekezett azóta feléleszteni a márkát. 2000-ben a Budapest Gyógyfürdői és Hévizei Zrt. (BGYH) a csillaghegyi palackozóüzemben újraindította a gyártást, az eredetivel alapvetően megegyező receptúra alapján. Csak a budapesti fürdőkben, és a Ferenciek téri Ibolya Espresso-ban volt kapható, évi 3600 palackkal gyártottak belőle. 2020-tól az Art Water Kft. birtokolja a Bambi névhasználati jogot, az üdítőital a horvátzsidányi üzemükben készül természetes összetevőkkel, narancs-narancsvirág, gyömbér-borókabogyó, citrusos limonádé és rebarbara ízekkel. (Összetevők: természetes forrásvíz, botanikai és gyümölcs infúziók, cukor, szén-dioxid, természetes színezék.)

## Kátrány
A közhiedelem szerint a Bambi kátrányból készült, mert néha ehhez hasonló ízt lehetett érezni rajta. Ez azonban nem igaz, az üdítő nem tartalmazott kátrányt. A kellemetlen mellékízt az okozhatta, hogy a narancsolaj összetevő a szavatossági idő lejárta után terpénesedett.